# 프랑수아 퐁퐁
프랑수아 퐁퐁(프랑스어: François Pompon, 1855년 5월 9일~1933년 5월 6일)은 프랑스의 조각가이자 애니멀리어이며 현대 양식의 동물 조각 선구자이다. 퐁퐁은 1879년 빅토르 위고의 《레 미제라블》에 등장하는 코제트의 동상을 전시하며 파리 살롱에 처음 데뷔했다. 그는 1922년 살롱 도톤에서 67세의 나이로 《북극곰》(Ours blanc)이라는 작품을 선보일 때까지 그의 예술적 업적을 온전히 인정받지 못했었다. 퐁퐁은 1933년 5월 6일 77세의 나이로 프랑스 파리에서 사망했다.

## 어린 시절
퐁퐁은 1855년 5월 9일 프랑스 부르고뉴의 솔리외에서 캐비닛 제작자의 아들로 태어났다. 15세 때 그는 디종의 장례 예술 회사에서 견습 대리석 조각가로 일했으며 그 후 얼마 지나지 않아 디종 미술 학교에서 공부를 시작했다. 1873년에 그의 가족은 당시 보불전쟁으로 인해 상당한 피해를 입었던 파리로 이주했다. 퐁퐁은 새로운 파리 시청사(Hotel de Ville de Paris)의 재건 프로젝트로 시청사의 건축 장식을 제작하는 작업을 하며 일하기 시작했다.

## 경력
1876년부터 퐁퐁은 국립 장식 예술 학교에서 유명한 동물 조각가 피에르 루이 루이야르 밑에서 조각을 배웠다. 그는 생계를 유지하기 위해 앙토냉 메르시에, 알렉상드르 팔기에르 및 Renae de Saint-Marceaux 밑에서 공예가로 일했다. 후에 퐁퐁은 오귀스트 로댕의 조수로 일하기도 했는데, 로댕은 퐁퐁의 조각품을 보고 나서 그에게 "너는 위대한 예술가가 될 것이다"라고 말하기도 했다. 퐁퐁은 1879년 빅토르 위고의 《레 미제라블》에 등장하는 코제트의 동상을 전시하며 파리 살롱에 처음 데뷔했다. 이후의 살롱전에서 그는 청동과 석고로 만든 작품을 몇 점 선보였다. 퐁퐁이 위대한 조각가가 될 것이라는 로댕의 말은 결국 옳았으나 퐁퐁은 그의 혁신적인 스타일을 진정으로 인정받기까지는 거의 50년이 더 걸렸다. 1919년 뤽상부르 박물관이 퐁퐁이 돌로 조각한 유럽멧비둘기 조각상을 구입했을 때 그는 약간의 성공을 거두었다. 이후 1921년 그르노블 시립 미술관은 석고 작품 3점을 구입했다.

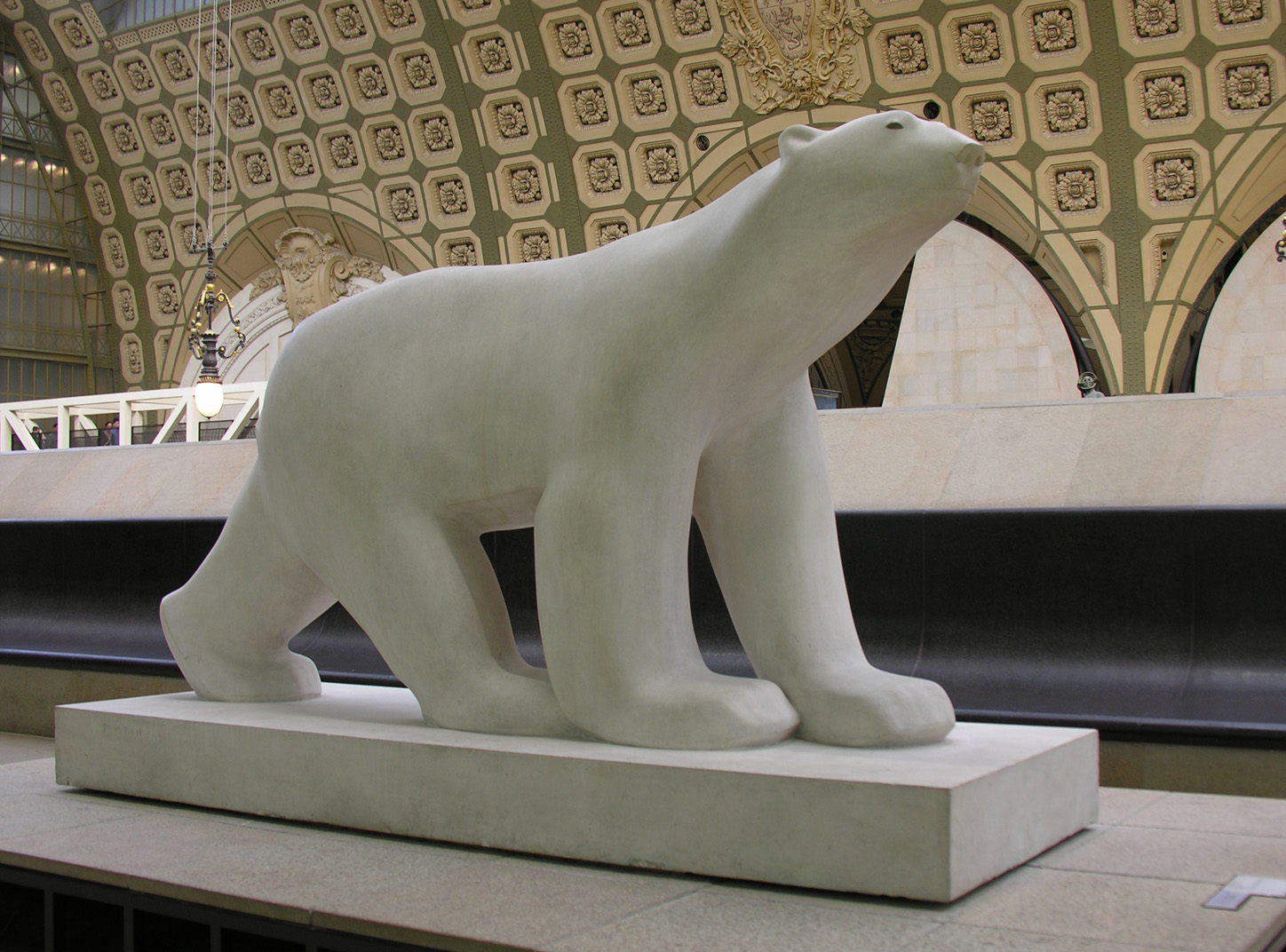
《북극곰》(Ours blanc), 1927년, 오르세 미술관

마침내 퐁퐁은 1922년 살롱 도톤에서 67세의 나이에 《북극곰》(Ours blanc)이라는 작품을 선보이며 유명세를 얻게 되었다. 이후 퐁퐁은 여러 개의 《북극곰》 조각상을 제작하였는데, 1927년 흰색 돌로 제작한 이 작품의 마지막 표본은 파리의 오르세 미술관에 소장되어 있다. 1922년 67세의 비교적 늦은 나이에 대중의 찬사를 받게된 그는 마침내 독립적으로 활동하며 작업에 집중할 수 있게 되었고, 이로 인해 그는 여러 중요한 작품들을 탄생시킬 수 있었다. 1929년엔 네덜란드의 아른험 광장에 세워진 기념 청동상인 《큰 사슴》(Grand Cerf)을 제작했으며 1933년에는 그의 고향인 솔리외에서 《황소》(Taureau) 조각을 제작했다. 다른 많은 주조소들이 그의 평판을 이용해 그의 작품을 위조하기 시작했는데, 그 품질이 대부분 매우 나빴다.
- 《큰 사슴》(Grand Cerf), 1929년, 아른험
- 《황소》(Taureau), 1933년, 솔리외

퐁퐁은 생애 마지막에 석고, 테라코타 및 청동으로 제작된 자신의 작품 약 300점을 디종 미술관에 기증했다.

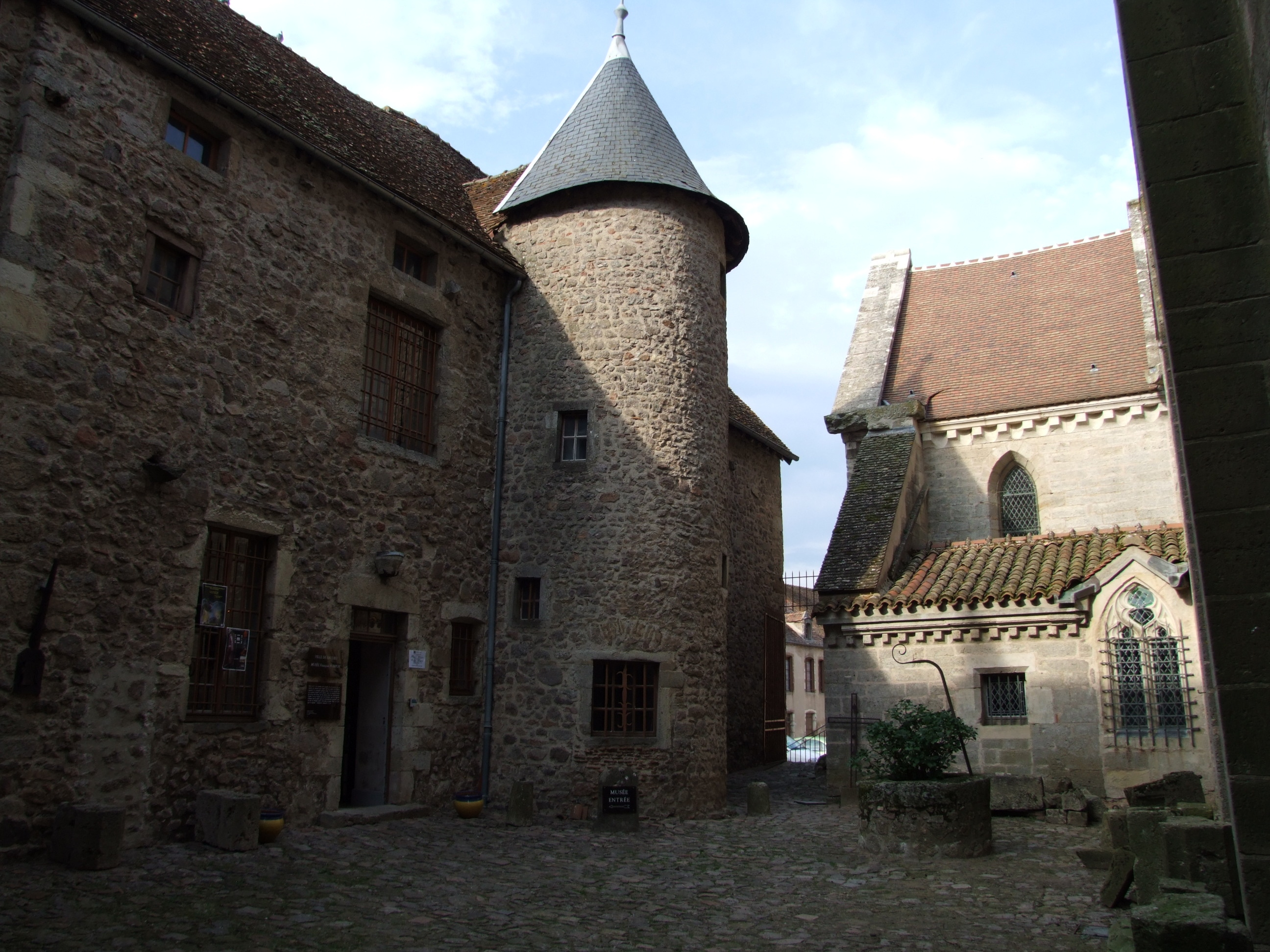
프랑수아 퐁퐁 박물관(Musée François-Pompon), 솔리외

1930년엔 그의 고향 솔리외에 프랑수아 퐁퐁 박물관(Musée François-Pompon)이 설립되었다.
퐁퐁은 1933년 5월 6일 프랑스 파리에서 사망했다. 그는 현대 조각의 선구자로 가장 잘 기억되며, 특히 조각가 콘스탄틴 브랑쿠시에게 영향을 미쳤다.

## 작품

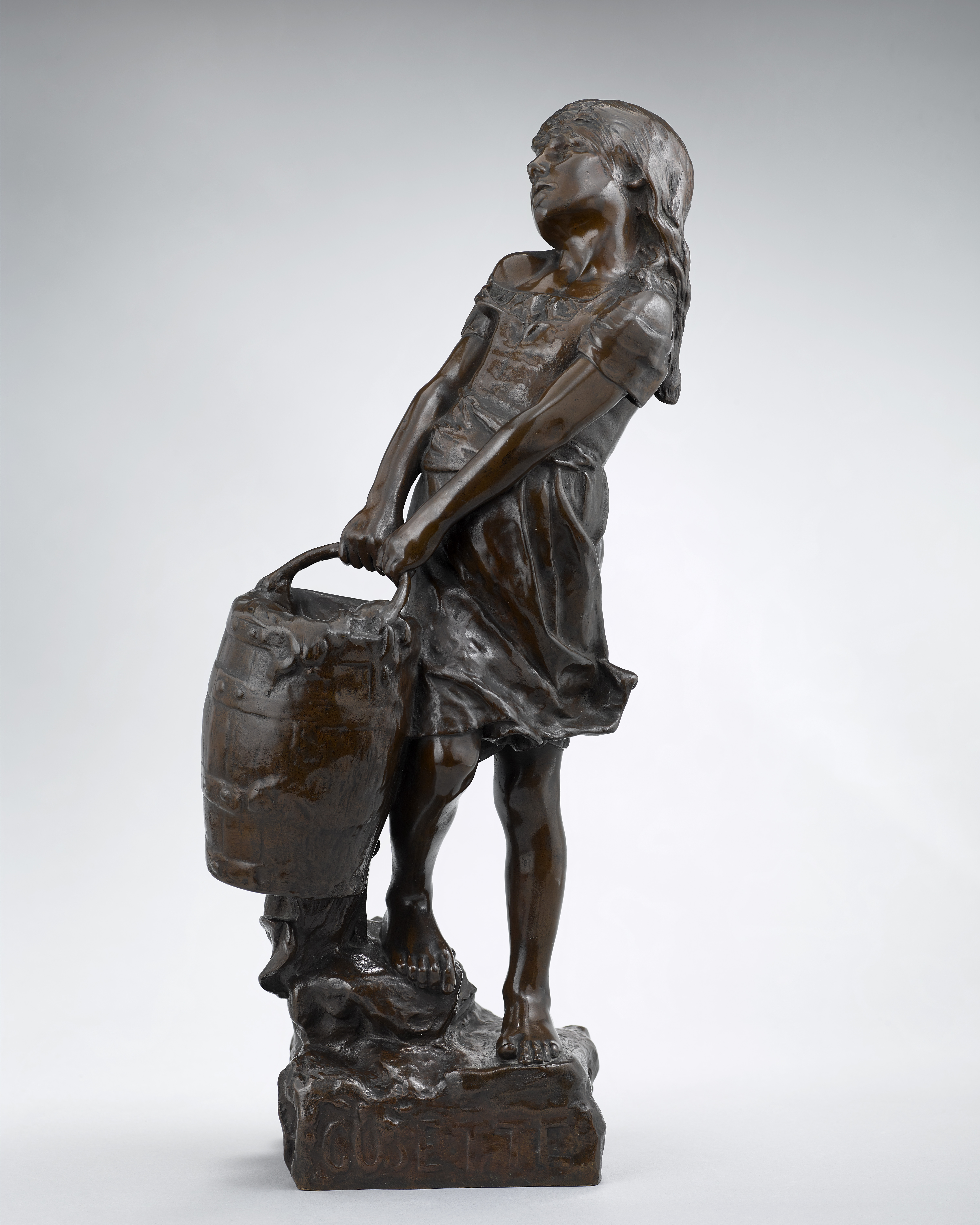
《코제트》(Cosette), 1890년
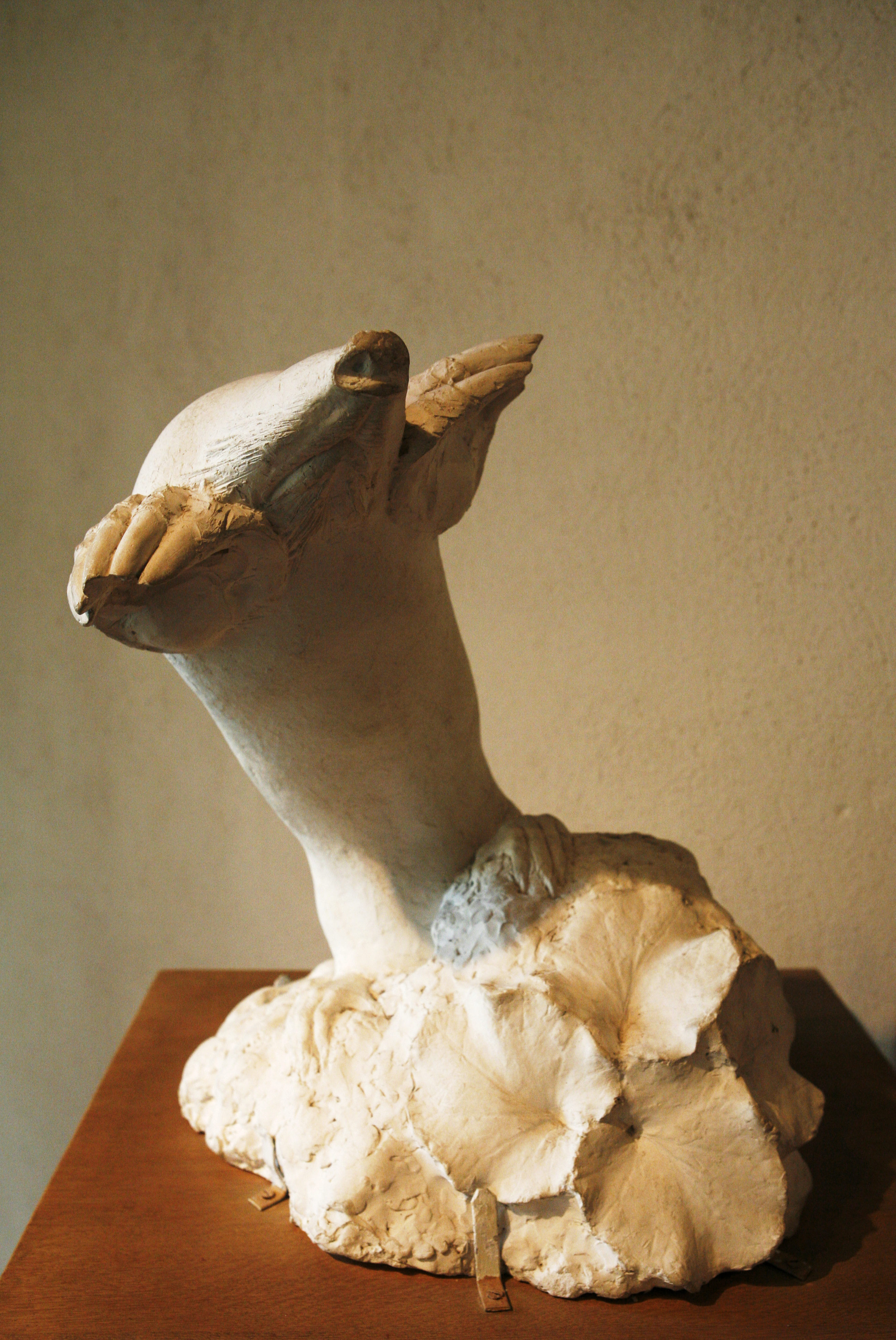
《두더지》(Taupe)
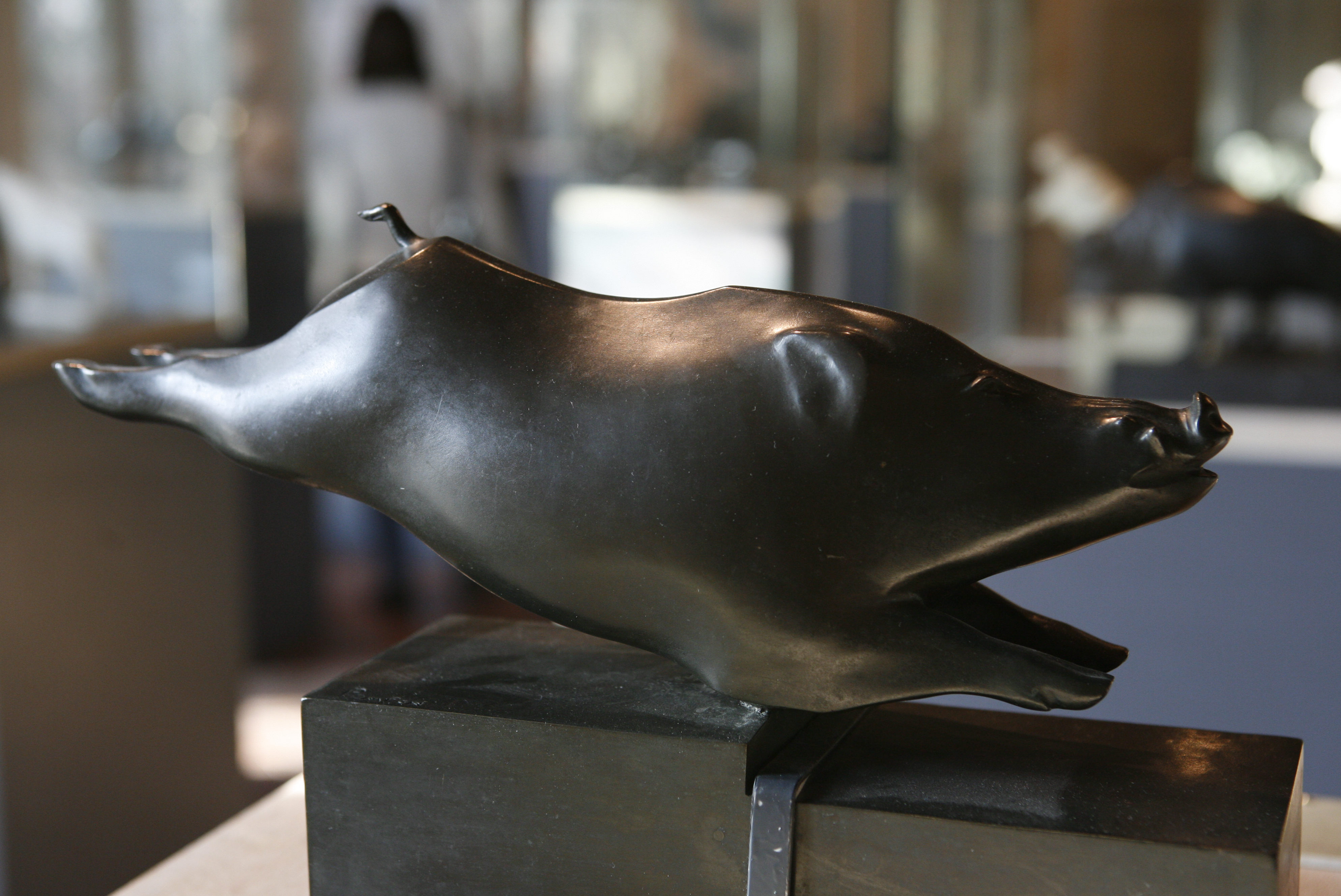
《멧돼지》(Sanglier)
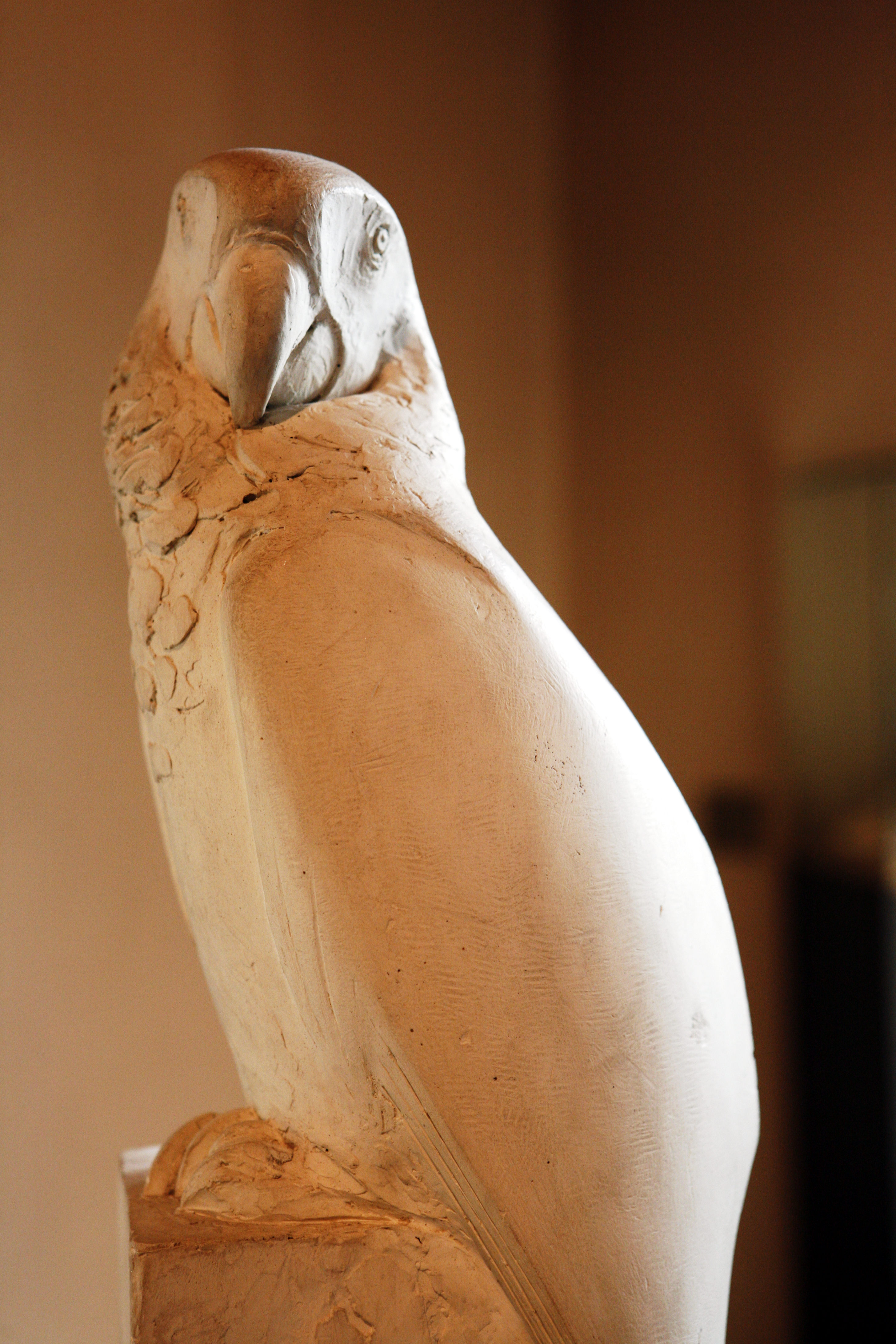
《앵무새》(Perroquet)
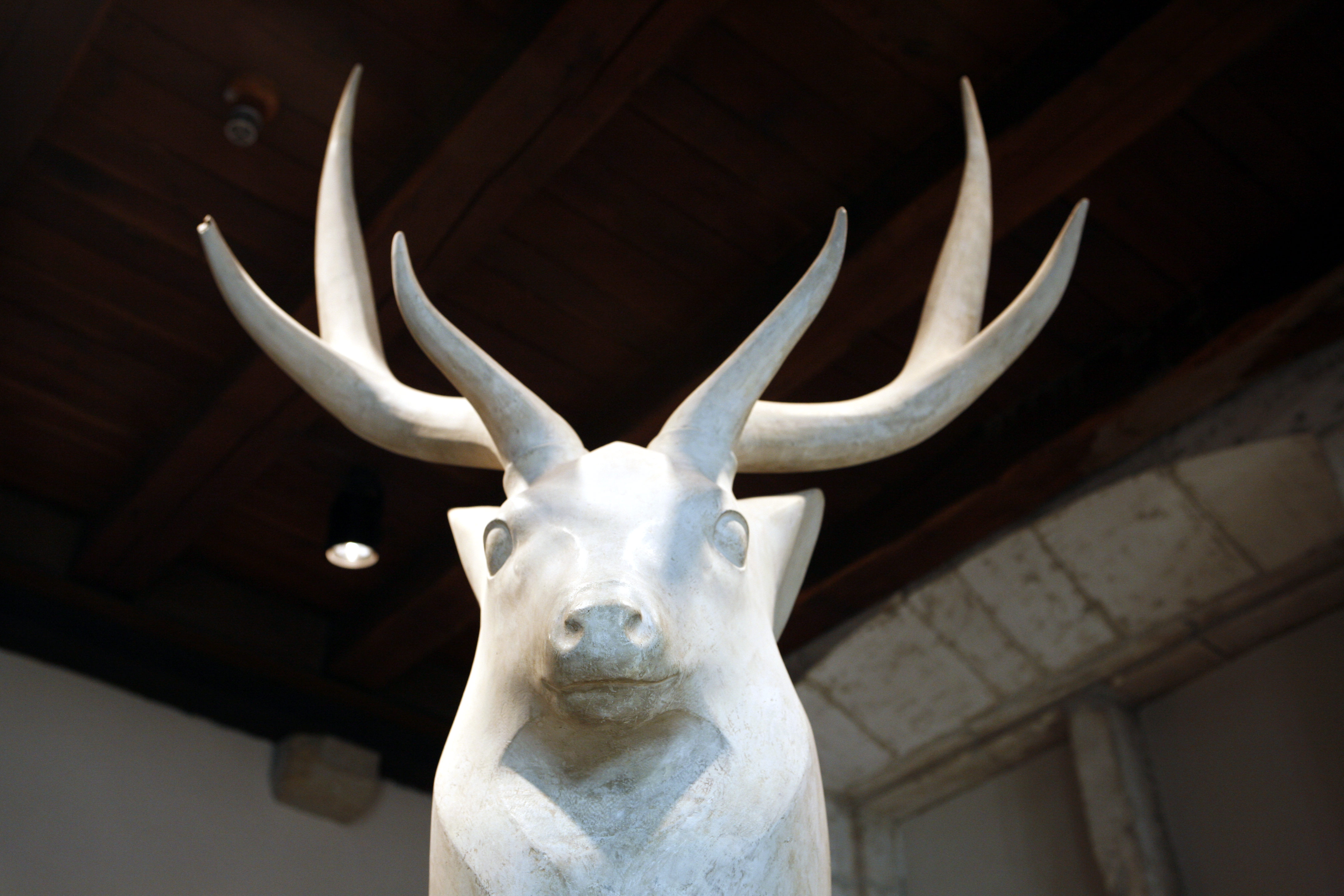
《사슴》(Cerf)
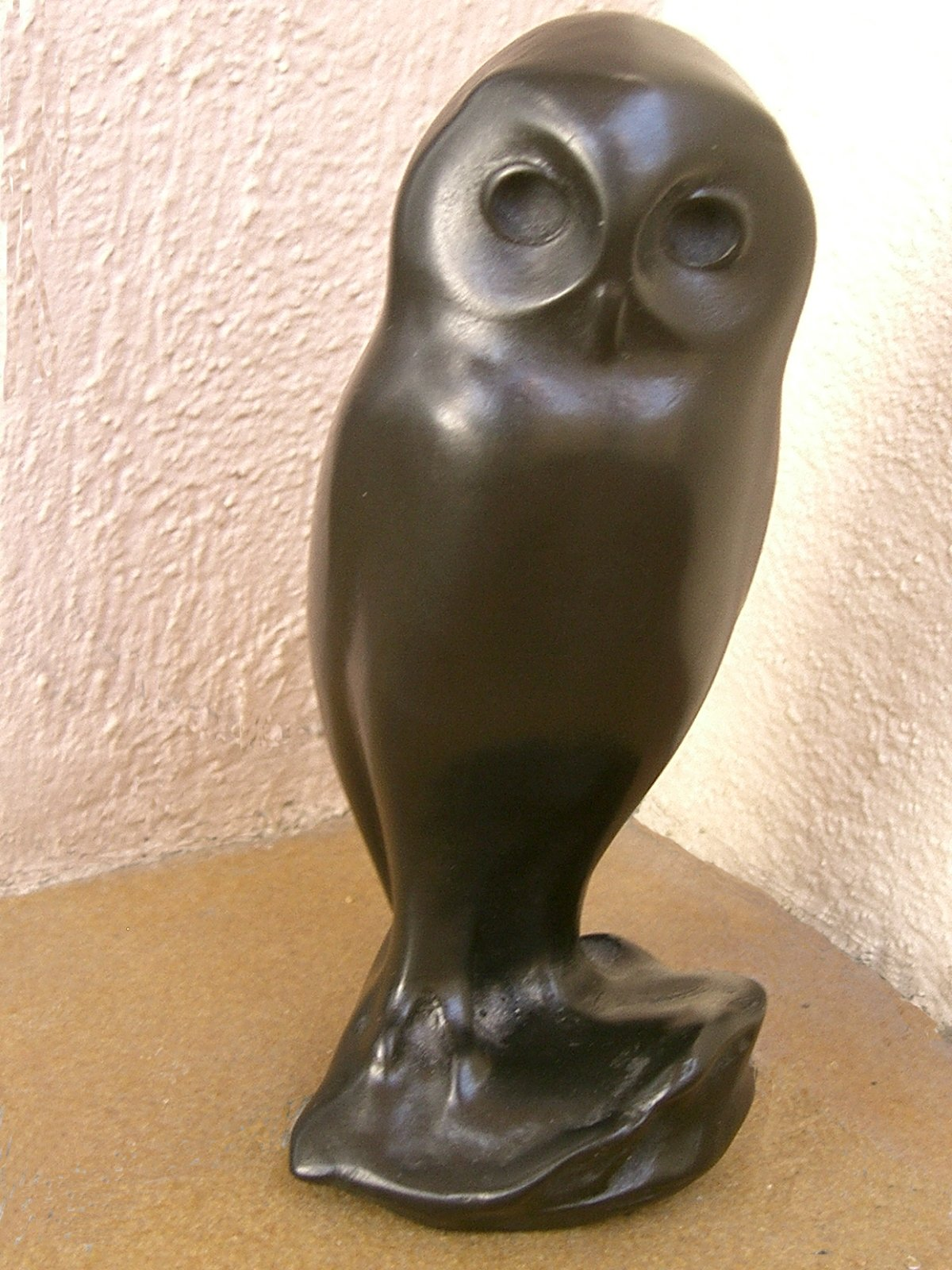
《작은 올빼미》(Petite chouette), 1918년
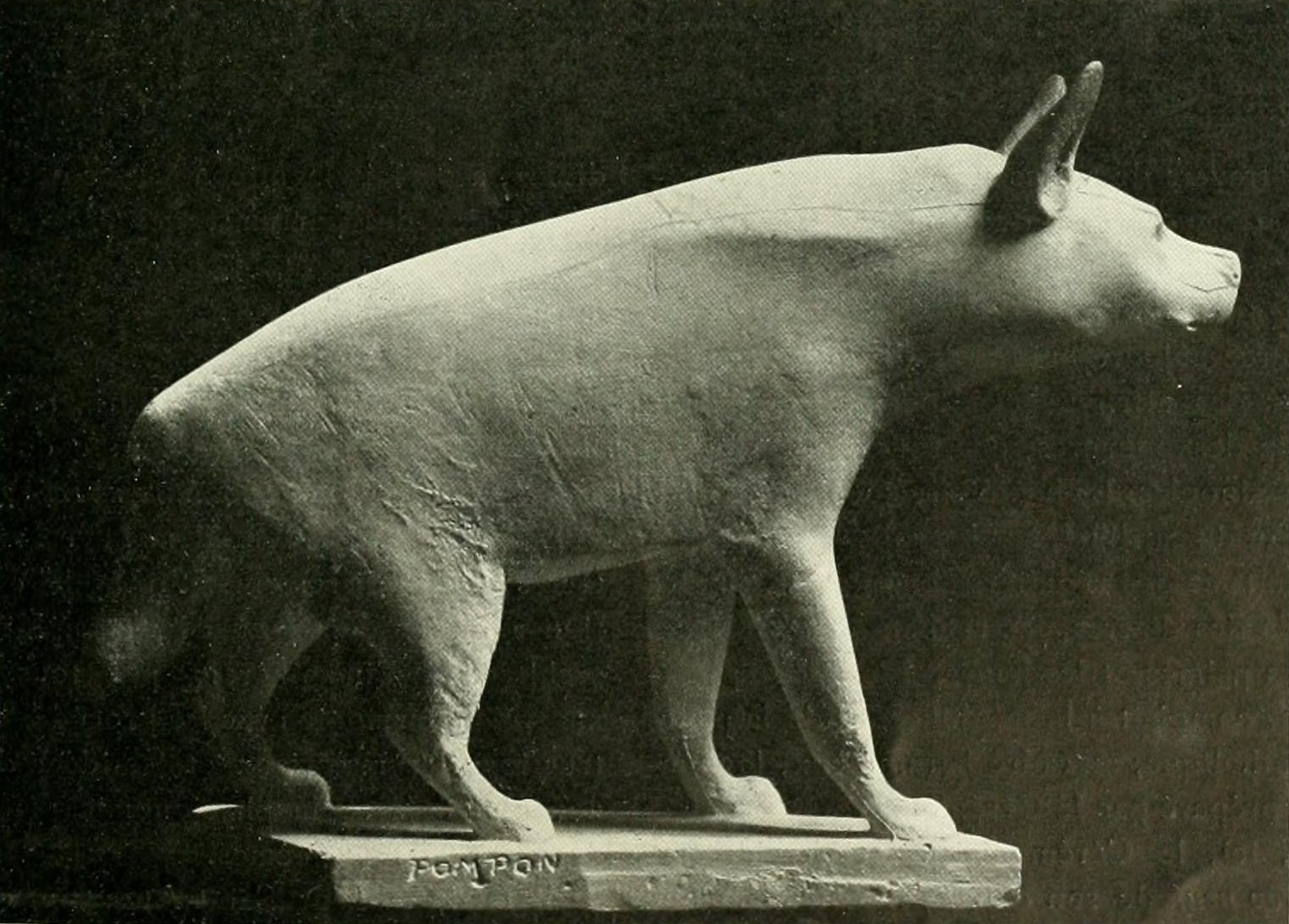
《하이에나》(Hyène)
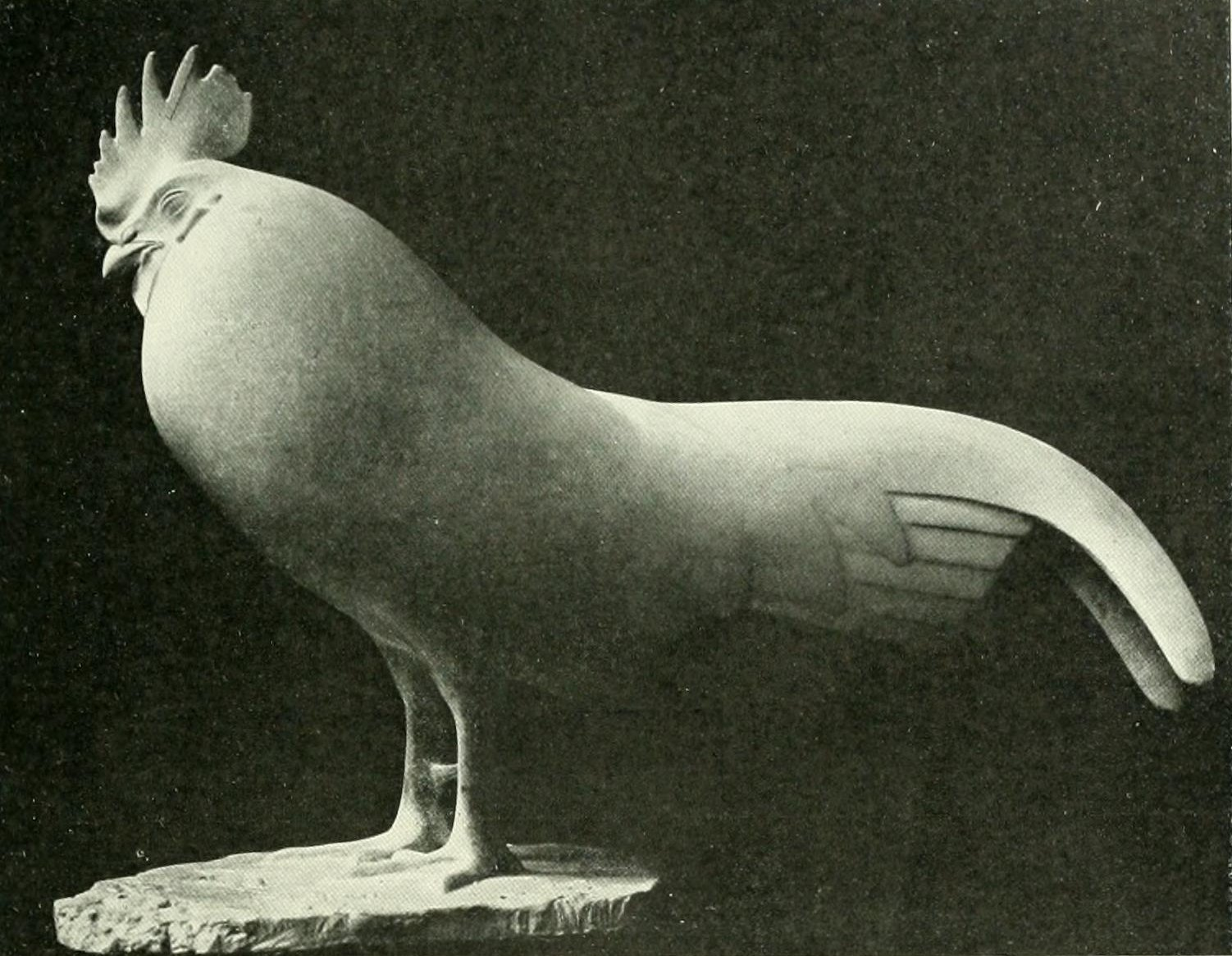
《잠자는 수탉》(Coq dormant), 1923년
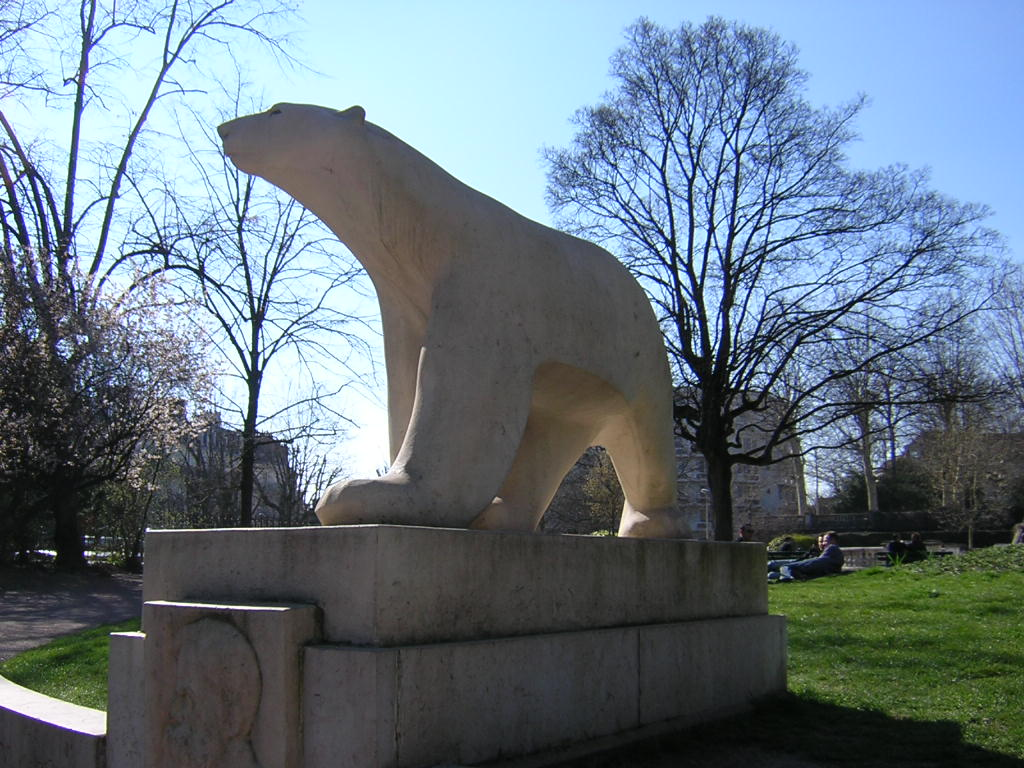
《북극곰》(Ours blanc), 디종
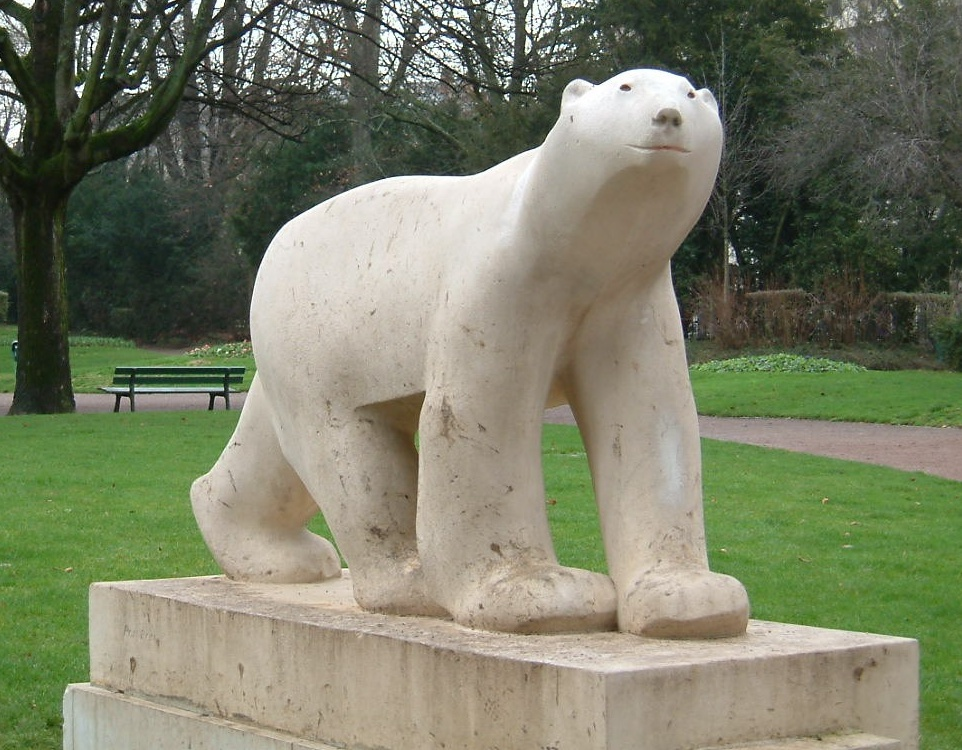
《북극곰》(Ours blanc), 디종
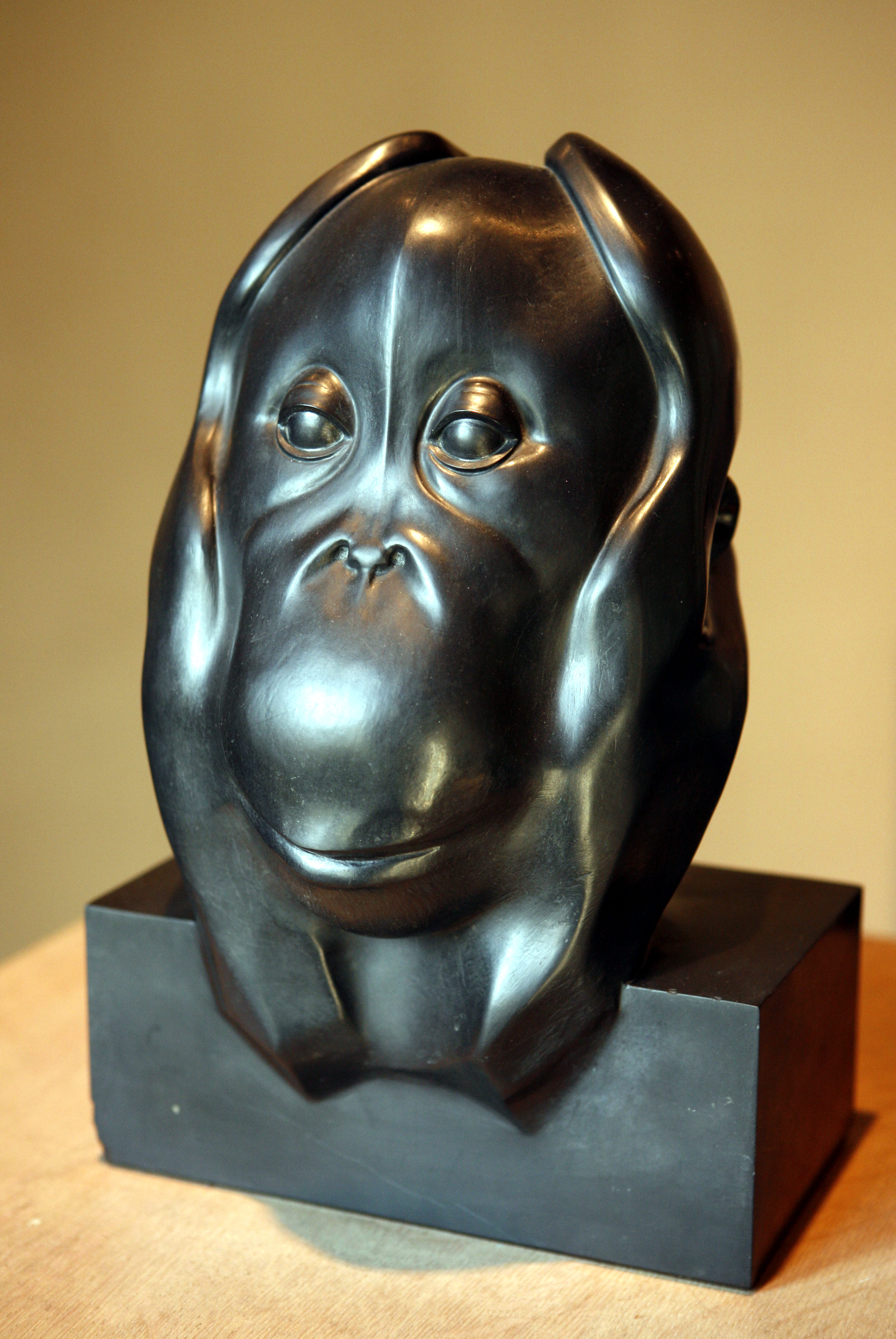
《오랑우탄 흉상》, 1930년
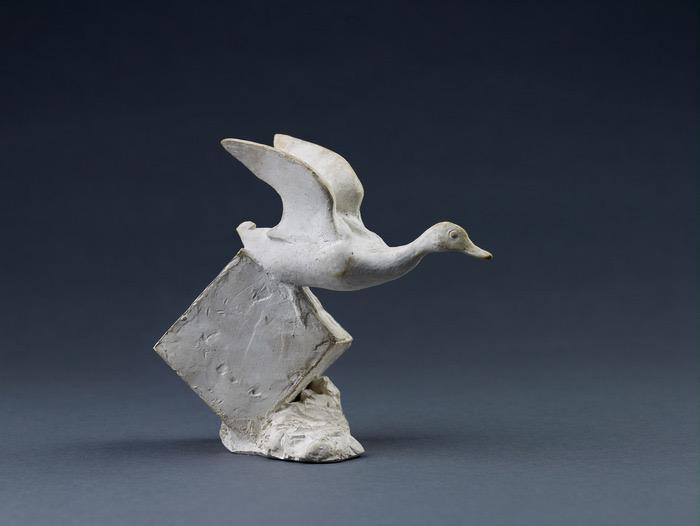
《비행하는 야생 오리》, 1932년
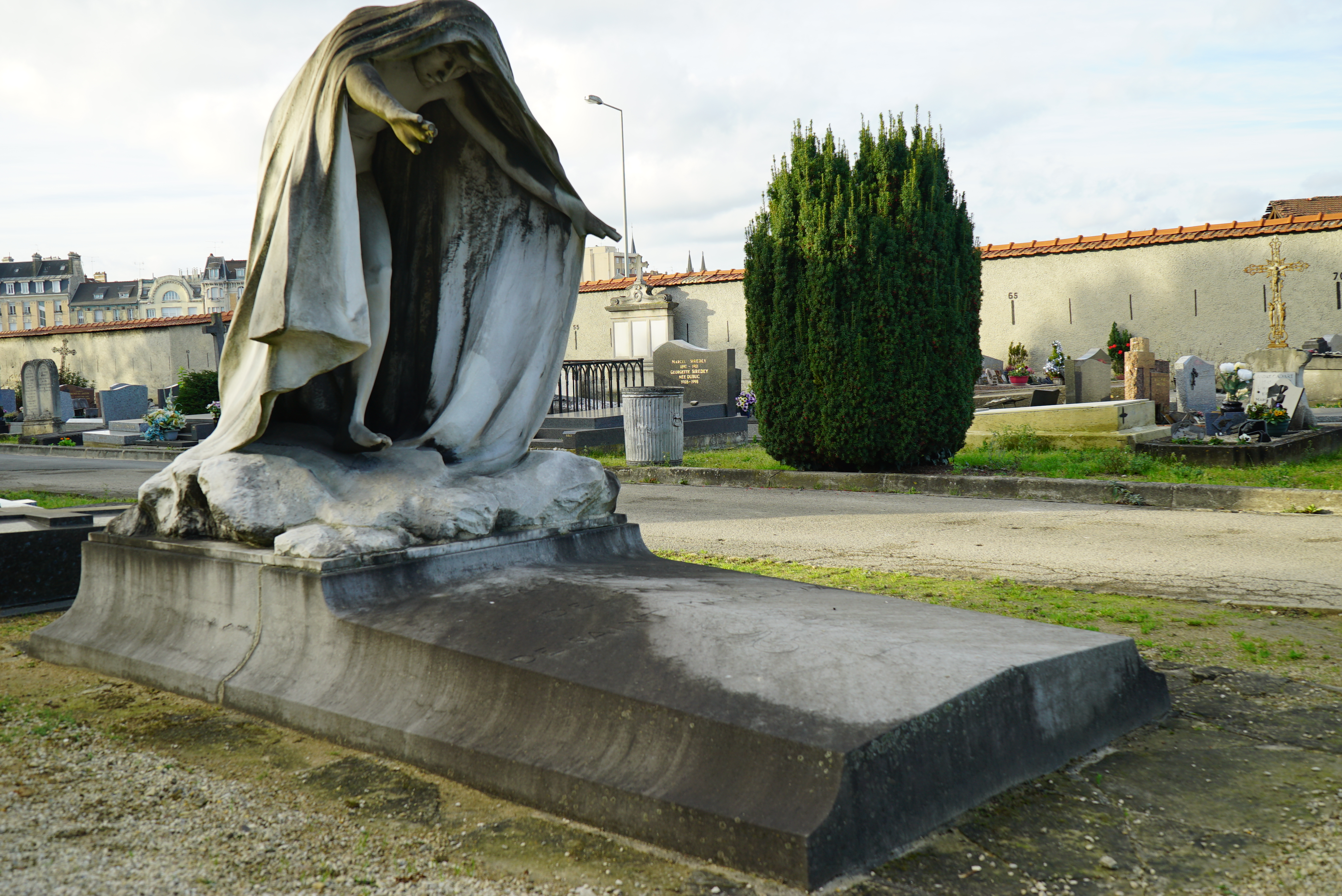
《인생의 길에서》(Saint-Marceaux 가족의 무덤), 1907년
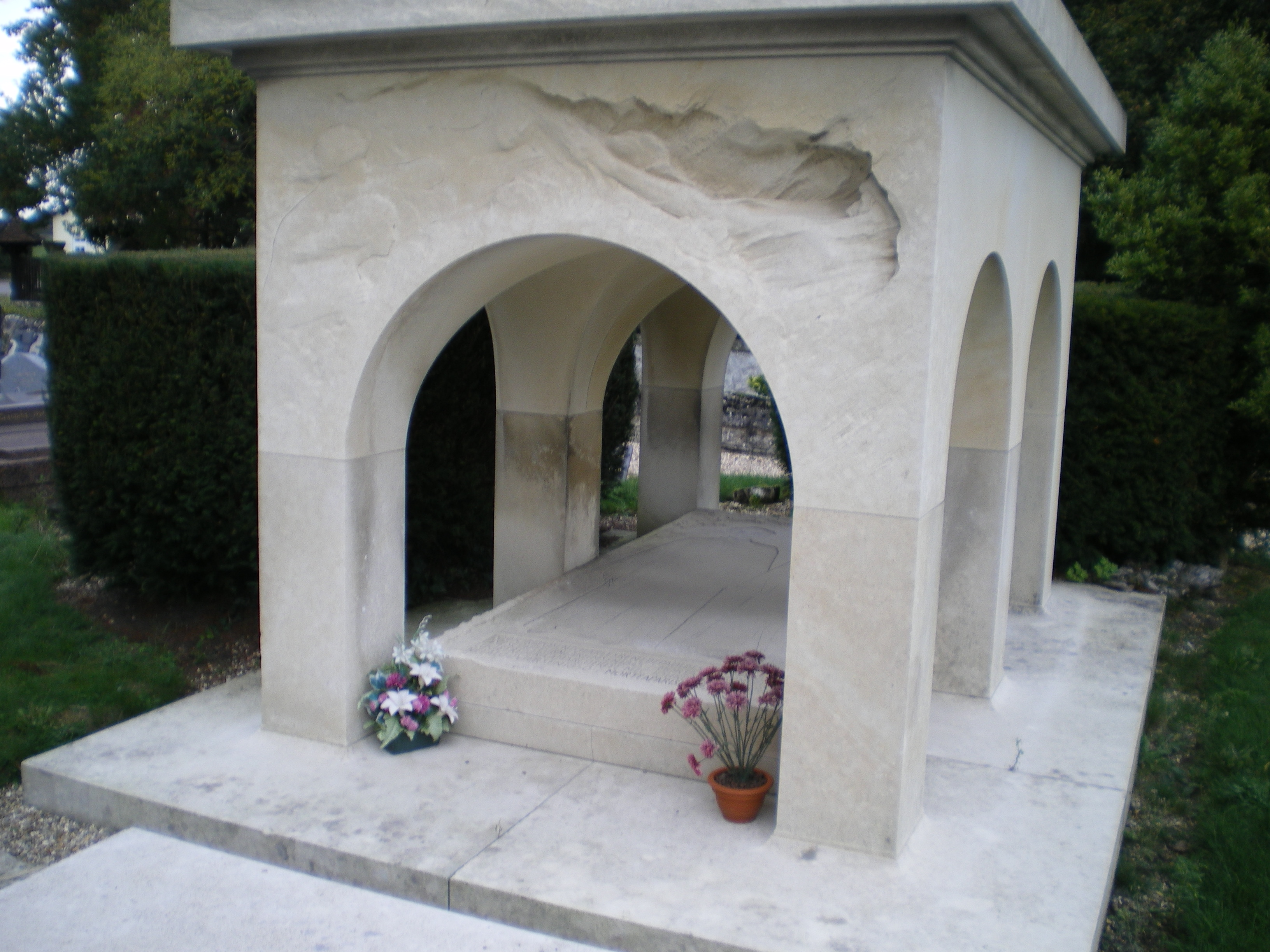
Saint-Marceaux 부부의 무덤, 1910년
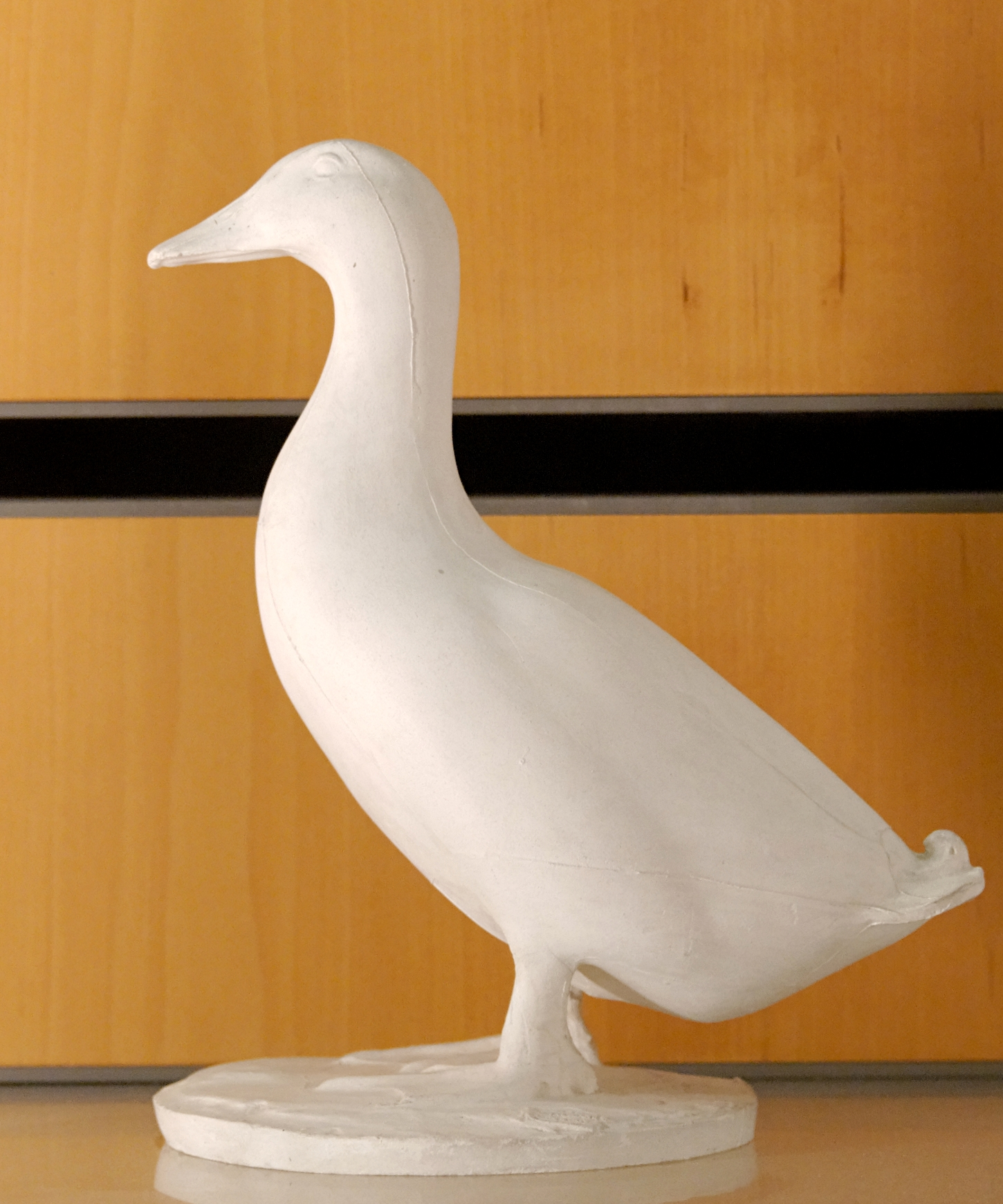
《오리》(Canard), 1934년, 리옹 미술관